# Selección de fútbol sub-20 de Vietnam del Sur
La Selección de fútbol sub-20 de Vietnam del Sur fue el equipo que representó al país en el Campeonato Juvenil de la AFC; y fue controlado por la Federación de Fútbol de Vietnam.

## Participaciones

### Campeonato Juvenil de la AFC
| Año        | Resultado        | J             | G             | E             | P             | GF            | GC            |
| ---------- | ---------------- | ------------- | ------------- | ------------- | ------------- | ------------- | ------------- |
| 1959       | No participó     | No participó  | No participó  | No participó  | No participó  | No participó  | No participó  |
| 1960       | No participó     | No participó  | No participó  | No participó  | No participó  | No participó  | No participó  |
| 1961       | No participó     | No participó  | No participó  | No participó  | No participó  | No participó  | No participó  |
| 1962       | No participó     | No participó  | No participó  | No participó  | No participó  | No participó  | No participó  |
| 1963       | No participó     | No participó  | No participó  | No participó  | No participó  | No participó  | No participó  |
| 1964       | Fase de grupos   | 3             | 1             | 1             | 1             | 1             | 4             |
| 1965       | Fase de grupos   | 4             | 1             | 0             | 3             | 9             | 8             |
| 1966       | No participó     | No participó  | No participó  | No participó  | No participó  | No participó  | No participó  |
| 1967       | Cuartos de final | 4             | 1             | 2             | 1             | 3             | 5             |
| 1968       | Fase de grupos   | 3             | 1             | 0             | 2             | 2             | 7             |
| 1969       | Cuartos de final | 4             | 1             | 1             | 2             | 6             | 13            |
| 1970       | Fase de grupos   | 3             | 1             | 0             | 2             | 1             | 7             |
| 1971       | Fase de grupos   | 3             | 1             | 0             | 2             | 2             | 8             |
| 1972       | No participó     | No participó  | No participó  | No participó  | No participó  | No participó  | No participó  |
| 1973       | No participó     | No participó  | No participó  | No participó  | No participó  | No participó  | No participó  |
| 1974       | Fase de grupos   | 3             | 1             | 0             | 2             | 1             | 8             |
| desde 1975 | Véase Vietnam    | Véase Vietnam | Véase Vietnam | Véase Vietnam | Véase Vietnam | Véase Vietnam | Véase Vietnam |
| Total      | 8/17             | 146           | 83            | 38            | 25            | 301           | 121           |